# Veszverés
Veszverés (szlovákul: Gemerská Poloma) község Szlovákiában, a Kassai kerület Rozsnyói járásában. Kisveszverés és Nagyveszverés egyesítésével jött létre.

## Fekvése
Rozsnyótól 7 km-re északnyugatra, a Sajó bal partján fekszik.

## Története
A települést a 13. század végén alapították. Veszverés első írásos említése 1282-ben „Vezuerez” néven történt. 1427-ben „Wesweres” néven említik, azonban 1470-ben már megjelenik Kisveszverés is a forrásokban „Also Wezweres” alakban.
Nagyveszverést a 14. század elején telepítették be, a Bebek család birtoka volt. 1556-ban „Polomka”, 1563-ban „Polom”, 1566-ban „Nagwezwereos”, 1580-ban „Velyka Polon”, 1680-ban „Nagy Polom aliter Superior Veszveres” néven említik. 1427-ben 32 portája adózott. 1557-ben a töröknek fizetett adót, lakóinak nagy része elmenekült. A név változásából kikövetkeztethető, hogy a kezdetben magyar faluba a 16. században szlovákok érkeztek. A 16. század végétől a krasznahorkai váruradalom része. Lakói állattenyésztéssel, erdőgazdálkodással, szénégetéssel és fuvarozással foglalkoztak. 1828-ban 96 házában 722 lakos élt, akik  erdei munkákból és a környék üzemeiben végzett munkából éltek. 1873-ban és 1875-ben mindkét településen súlyos kolerajárvány pusztított, melynek több mint 150 áldozata volt. 1893-ban mintegy 50 ház égett le a faluban.
Kisveszverés a 14. században keletkezett Veszverés területéből. 1470-ben említik először. A Bebek család birtoka, majd a 16. század végétől a krasznahorkai váruradalom része. Lakói mezőgazdasággal, favágással, pásztorkodással foglalkoztak. 1828-ban 81 házában 547 lakos élt. 1863-ban, 1888-ban és 1908-ban tűzvészek pusztítottak a faluban. 1888-ban mindössze három ház maradt épen, 1908-ban pedig a faluval együtt az új iskolaépület is leégett.
A 18. század végén Vályi András így ír róla: „K. és N. Veszveres. Két tót falu Gömör Várm. földes Urok Gr. Andrásy Uraság, lakosaik többfélék; Kis Veszveres Nagynak filiája; amabban van deszka, fűrész malom, és réz olvasztó ház is; földgyeiknek egy része hegyes, a’ többi pedig középszerű; vas műhelyeik vagynak a’ saját, és szomszéd határokban, piatzok két, ’s három mértföldnyire.”
A 19. század közepén Fényes Elek eképpen írja le: „Veszverés (Kis- és Nagy-), (Mala-Poloma és Welka-Ploma), Gömör v. két tót falu, ut. p. Rosnyóhoz 1 órányira: az első 72 kath., 475 ev.; a második 211 kath., 563 evang. lak. Kath. és evang. anyatemplommal. Határa messze kiterjedt; erdejök, legelőjök bő, de a sok hegy miatt földjök kevés. Lakosai híres fuvarosok, s Posonig is eljárnak. F. u. a gr. Andrásy nemzetség.”
Borovszky Samu monográfiasorozatának Gömör-Kishont vármegyét tárgyaló része szerint: „Kisveszverés, sajómenti tót kisközség, 115 házzal és 596, nagyobbára ág. ev. h. vallású lakossal. 1327-ben már nagyobb község volt, mert ez időben a Pelsőczieknek már 23 jobbágyportájuk volt itt. A Bebekek többi birtokaival együtt ez is az Andrássyak uradalmába jutott. 1757-ben Gömöry János zálogos birtoka volt, de azután ismét visszakerült az Andrássyak kezére. 1650 körül a Szontágh családnak itt már bányái voltak. Azelőtt tót neve is volt a községnek: Mala-Poloma. Templom nincs a községben. Romokban hever régi kath. temploma, mely még a vallásvillongások korában pusztult el. A község postája Nagyveszverés, távírója és vasúti állomása Veszverés.
Nagyveszverés, a Sajó mentén fekvő tót kisközség, körjegyzőségi székhely, 162 házzal és 796, nagyobbára ág. ev. h. vallású lakossal. E községben 1427-ben a pelsőczi Bebekeknek már 32 jobbágyportájuk volt, a mi azt bizonyítja, hogy akkor már a nagyobb helységek közé tartozott. Valószínü, hogy a mai két Veszverés akkoriban egy községet alkotott. Később a Bebekek többi birtokaival együtt az Andrássyak tulajdonába került és most is gróf Andrássy Gézának van itt nagyobb erdőbirtoka. 1757-ben Gömöry János zálogos birtoka volt. A község mai elnevezése ősrégi, de Welka-Poloma tót neve is ismeretes volt. Lakosainak nagy része régebben fuvarozással foglalkozott és a „Polumai fuvarosok” híresek voltak. Két templom van a községben. Az ág. h. ev. templom 1787-ben, a róm. katholikus 1808-ban épült. E templom sírboltjában nyugszik gróf Andrássy József és fia Károly. Ide tartozik a szulova-aljai fűrésztelep. Szulován van a gróf Andrássy Géza vadászkastélya, mely a nyár egy részén a grófi családnak kedvelt tartózkodási helye. A községben van posta és vasúti megállóhely.”
1920-ig Gömör és Kishont vármegye Rozsnyói járásához tartozott.
1944. október 16-án a falu közelében zuhant le egy szovjet repülőgép. A két települést 1945. január 23-án szabadította fel a 2. ukrán front kötelékében harcoló 4. román hadsereg. Kis- és Nagyveszverést 1958. január 16-án egyesítették. Az 1968-as szovjet megszállás közbeni eseményekben Štefan Ciberaj helyi lakos hunyt el.

## Népessége
| Év:            | 1994. | 2004.   | 2014.   | 2024.   |
| -------------- | ----- | ------- | ------- | ------- |
| Emberek száma: | 1963  | 2023    | 2044    | 1885    |
| Eltérés:       |       | +3,05 % | +1,03 % | -7,77 % |

| Év:            | 2023. | 2024.   |
| -------------- | ----- | ------- |
| Emberek száma: | 1894  | 1885    |
| Eltérés:       |       | -0,47 % |

1910-ben Kisveszverésnek 644, Nagyveszverésnek 779, túlnyomórészt szlovák lakosa volt.
2001-ben 1975-en lakták: 1885 szlovák, 56 cigány és 12 magyar.
2011-ben 2056 lakosából 1915 szlovák, 75 cigány és 14 magyar.
2021.ben 1945 lakosából 1861 szlovák, 23 cigány, 10 magyar (0,5%), 7 cseh, 2 német, 3 egyéb, 39 ismeretlen nemzetiségű.

## Híres emberek
- Itt született 1729-ben Madács Péter orvosdoktor.
- Itt született Peter Kellner Hostinský szlovák költő, újságíró. Szülőházát emléktábla jelöli.

## Nevezetességei
- Evangélikus temploma 1784-ben épült klasszicista stílusban. Tornya a 19. század végén épült neoromán stílusban.
- Az evangélikus lelkészség épülete 1784 körül épült. Az épület Peter Kellner Hostinský szlovák költő szülőháza.
- Kisveszverés barokk harangtornya 18. századi, eredetileg a régi templom mellett állt.
- Szent József tiszteletére szentelt, római katolikus temploma 1802-ben épült barokk-klasszicista stílusban. 15. századi gótikus harangja van. Késő barokk szószéke 18. századi. 1898-ban az egész templomot megújították.
- A rozsnyó-iglói út melletti régi vendéglő a 18. század második felében épült.
- 1960-ban emlékművet állítottak a szlovák nemzeti felkelés emlékére a repülőgép lezuhanásának helyén.

## Lásd még
- Kisveszverés
- Nagyveszverés